# Hemitremia flammea
Hemitremia flammea és una espècie de peix cipriniforme de la família dels ciprínids.

## Morfologia
- Els mascles poden assolir 7,8 cm de longitud total.[4][5]

## Hàbitat
És un peix d'aigua dolça i de clima temperat.

## Distribució geogràfica
Es troba a Nord-amèrica: conques dels rius Cumberland i Tennessee a Tennessee, Geòrgia i Alabama (Estats Units).